# Giovanni Farina (calciatore 1920)
Giovanni Farina (Chiaravalle Milanese, 29 settembre 1920 – Vimercate, 16 aprile 2001) è stato un calciatore italiano, di ruolo attaccante.

## Carriera
Cresce nella Pirelli di Milano, che nel 1938 lo presta al Breda; passa poi alla Gallaratese. Debutta in Serie B con la Pro Sesto nella stagione 1946-1947, disputando quattro campionati di Serie B per un totale di 130 presenze e 25 reti, prima della retrocessione in Serie C avvenuta al termine del campionato 1949-1950.
Dopo un altro anno con la Pro Sesto in Serie C, passa al Marzoli nella stessa categoria.